# 벨라루스의 행정 구역
다음은 벨라루스의 행정 구역에 관한 서술이다. 6개의 주와 수도인 민스크가 최상위 행정 구역이며, 그 6개의 주에서 여러 개의 군으로 나뉜다.